# Nerf spinal
Pour l'article sur le XIe nerf crânien, voir nerf accessoire.
2 - Neurones moteurs
3 - Moelle spinale
4 - Substance blanche
5 - Substance grise
6 - Racine antérieure ou motrice
7 - Racine postérieure ou sensitive
8 - Ganglion spinal
9 - Nerf spinal
10 - Rameau postérieur ou dorsal
11 - Rameau antérieur ou ventral
12 - Rameaux communicants
13 - Rameau communicant gris
14 - Rameau communicant blanc
15 - Tronc sympathique latérovertébral
16 - rameau interganglionnaire du tronc sympathique
17 - Ganglion du tronc sympathique

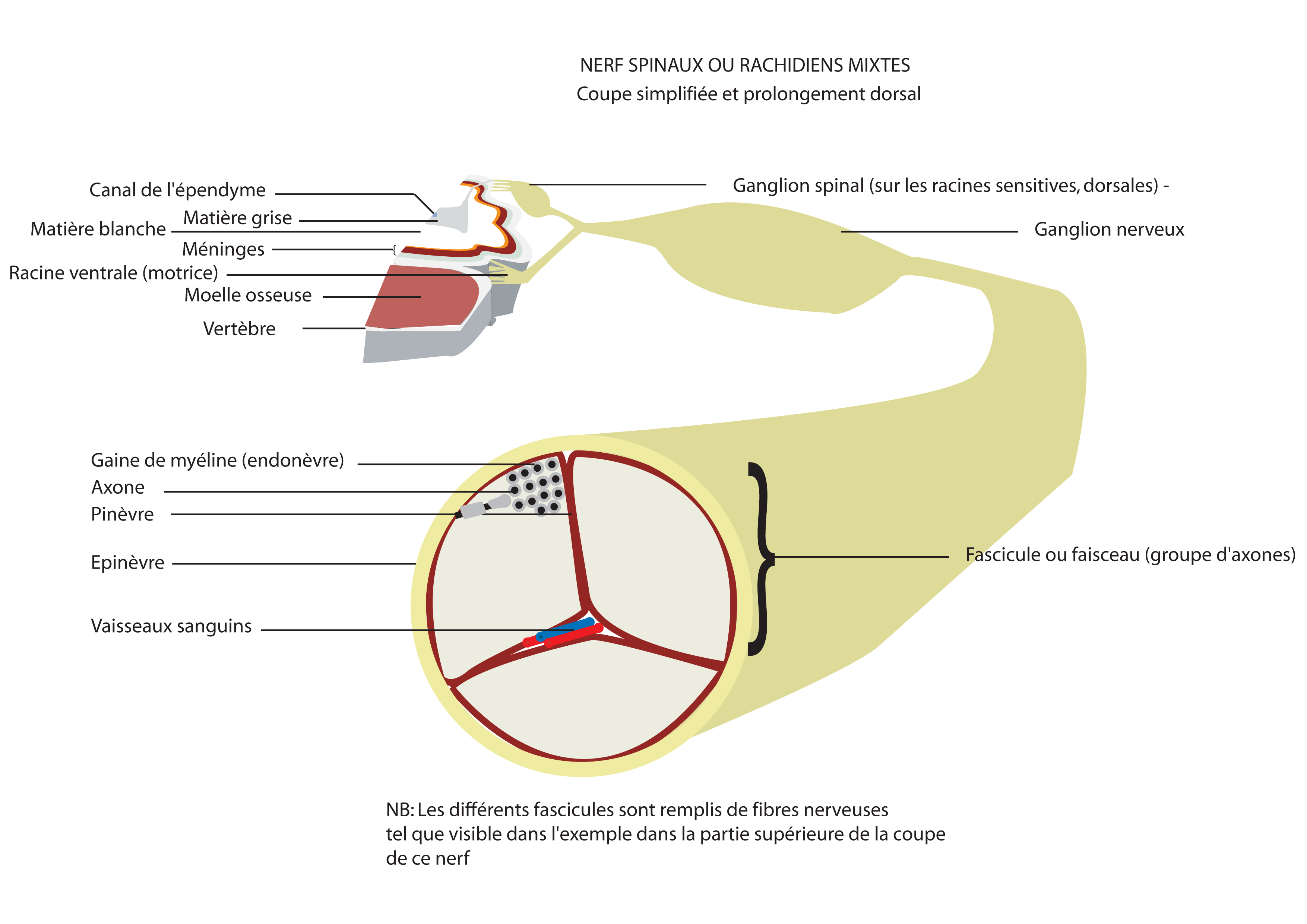
Nerf spinal (schéma).

Les nerfs spinaux (ou nerfs rachidiens ou nerfs radiculaires ou funicules vertébraux de Sicard) sont les nerfs qui émergent de la moelle spinale (par opposition aux nerfs crâniens qui naissent du tronc cérébral). Ce sont des nerfs mixtes responsables de la motricité et de la sensibilité des membres, et d'une partie du cou et du tronc. 

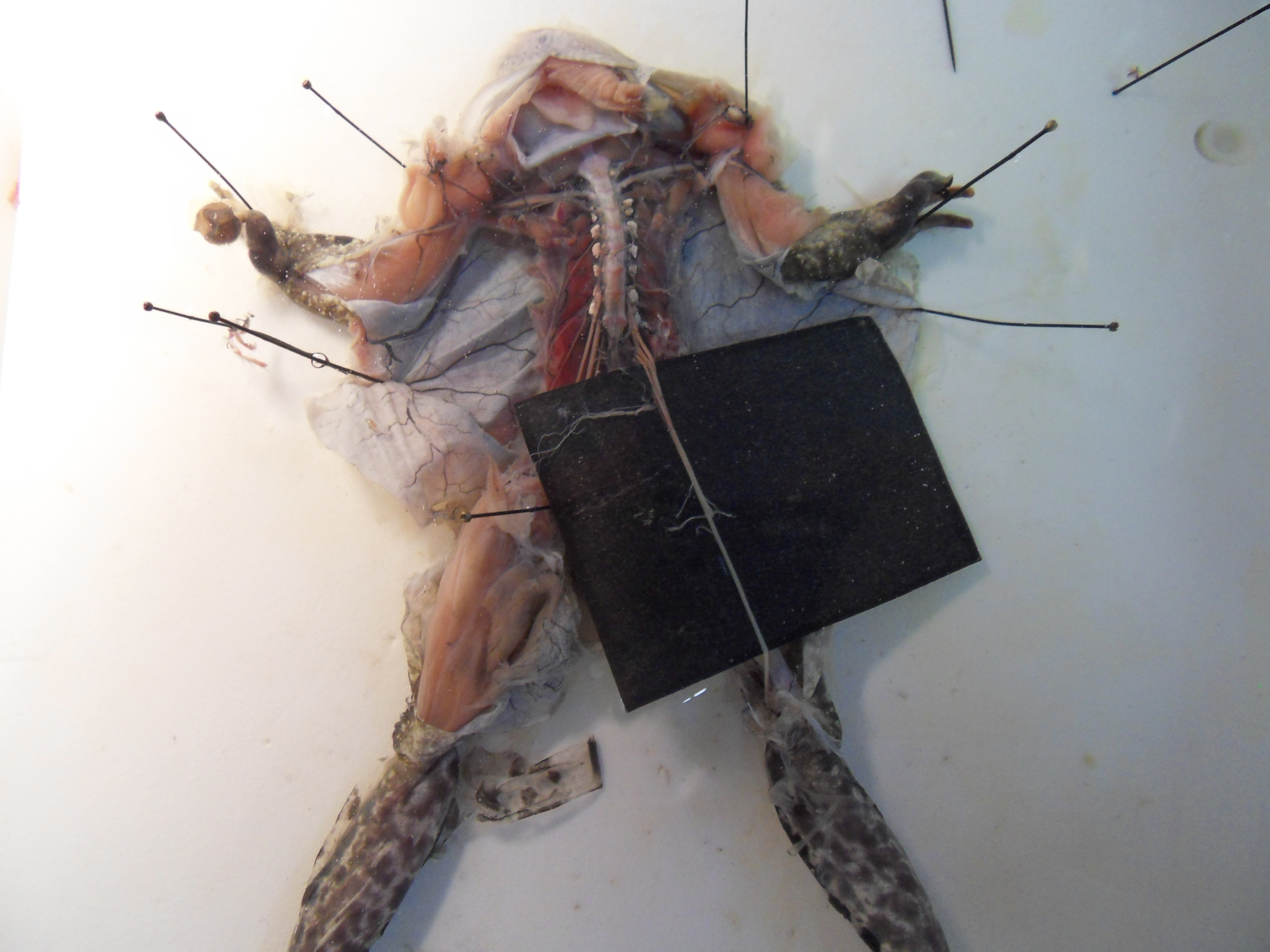
Nerfs rachidiens (et notamment le nerf sciatique) de la grenouille

## Nerfs spinaux chez l'être humain
L'être humain possède 31 paires de nerfs spinaux, identifiés chacun par une lettre et un nombre (excepté le nerf coccygien, qui est identifié par deux lettres) :
- 8 nerfs cervicaux (C1 à C8), à noter que le 1er nerf rachidien cervical naît au-dessus de C1, et le 8e nerf rachidien en dessous de C7 (en effet, la racine C1 se trouve entre l'occiput et la première vertèbre cervicale, la racine C2 se trouve entre la première et la deuxième vertèbre cervicale; et ainsi de suite jusqu'à la racine C8, qui sort entre la septième vertèbre cervicale et la première vertèbre thoracique);
- 12 nerfs thoraciques (T1 à T12) ;
- 5 nerfs lombaires (L1 à L5) ;
- 5 nerfs sacrés (S1 à S5) ;
- 1 nerf coccygien (Co), qui est vestigial.

### Racines des nerfs spinaux
Chaque nerf spinal est formé par la réunion de deux racines rachidiennes, l'une dorsale sensitive et l'autre ventrale motrice. Il s'agit donc d'une voie nerveuse mixte (nerfs sensitifs et moteurs). Les deux racines spinales comportent aussi des fibres nerveuses végétatives sympathiques, respectivement viscérosensitives et viscéromotrices.
Les racines spinales dorsales présentent un renflement appelé ganglion spinal dans lequel se trouvent les corps cellulaires des neurones sensitifs pseudo-unipolaires. Chaque ganglion reçoit des afférences d'un territoire cutané délimité sur la surface du corps, ces territoires sont organisés en bandes plus ou moins parallèles, appelées dermatomes sensitifs.
Les racines spinales ventrales sont formées par les axones des motoneurones spinaux qui participent notamment à l'arc réflexe médullaire. Les faisceaux musculaires innervés par ces neurones constituent ce qu'on appelle le myotome.
Plus généralement, à chaque nerf spinal est associé un segment vertébral ou neuromère qui désigne le territoire anatomique d'influence de ce nerf, c'est-à-dire, la zone du corps innervée par ce nerf à partir de son émergence vertébrale. 
- Dans le domaine de la somesthésie cutanée, le segment rachidien est donc le dermatome sensitif.
- Dans le domaine moteur, il s'agit du myotome.
- Le viscérotome (ou entérotome) désigne les viscères innervées par ce nerf.
- Le sclérotome aux tendons et autres éléments du squelette innervés par ce nerf.
- L'angiotome correspond aux vaisseaux sanguins innervés par des axones sensitifs du nerf spinal. Les neurones moteurs des vaisseaux sanguins constituent des plexus orthosympathiques périvasculaires. Partiellement autonomes, iles sont aussi régis par les axones des interneurones de la corne viscéromotrice s'étendant de C7 à L1.
- Le neurotome désigne les tissus nerveux constitués par le nerf spinal et les fibres nerveuses végétatives qui lui sont associés.

### Émergence des nerfs spinaux
Le nerf spinal émerge de la colonne vertébrale, entre deux vertèbres par le foramen intervertébral (ou trou de conjugaison). Les sept premiers nerfs spinaux (C1 à C7) émergent par le canal vertébral respectif, c'est-à-dire, C1 sort au-dessus de la première vertèbre cervicale, C2 au-dessus de la deuxième, etc. Le nerf spinal C8 sort lui en dessous de la septième et dernière vertèbre cervicale (C7) puis les nerfs spinaux thoraciques et lombaires émergent en dessous des vertèbres correspondantes. 
Chaque nerf spinal se divise ensuite en deux rameaux : un rameau dorsal qui innerve les téguments et les muscles du dos et un rameau ventral, plus gros (sauf pour C1 et C2 dont les rameaux dorsaux ont un calibre plus important), qui innerve la peau et les muscles de la face ventrale du corps et des membres. Les deux rameaux primaires eux-mêmes se subdivisent en branches secondaires : le rameau dorsal en une branche latérale et une branche médiale, et le rameau ventral en une branche antérieure et une branche latérale. 
Certains rameaux ventraux primaires s'anastomosent pour former des plexus nerveux :
- le plexus cervical (C1-C4) innerve le cou, la région péri-auriculaire, la partie postérieure du scalp, la partie supérieure du thorax et le diaphragme ;
- le plexus brachial (C5-T1) innerve le bras ;
- le plexus lombal (L1-L4) innerve la région abdomino-génitale et le membre inférieur (L2-L4 pour le membre inférieur) ;
- le plexus sacral (L4-S3) innerve la jambe et le périnée ;
- le plexus pudendal (plexus honteux) (S2-S4) innerve le périnée et la région caudale (organes génitaux) ;
- les nerfs T2 à T12 ne forment pas de plexus.

Les fibres préganglionnaires sympathiques se séparent des fibres somatiques et motrices du rameau ventral primaire pour former le rameau communicant blanc qui rejoint le ganglion paravertébral de la chaîne sympathique. De chaque ganglion émergent des fibres postganglionnaires qui vont rejoindre le nerf spinal via le rameau communicant gris (qui n'est pas myélinisé). 
Certains rameaux dorsaux se distinguent en taille ou en direction : ce sont les nerfs grand occipital (C2), troisième occipital (C3) et cluniaux (L1 à L3 et S1 à S3).
Jusqu'au troisième mois de la vie fœtale, la moelle spinale occupe toute la longueur du canal rachidien : chaque segment médullaire est bien en face du foramen correspondant. Mais au-delà de 3 mois, se produit une croissance différentielle : le rachis grandit plus vite que la moelle spinale. À l'âge adulte, la moelle spinale se trouve donc placée dans la partie supérieure du canal rachidien. Par conséquent, les racines des nerfs spinaux les plus inférieurs ne sont plus du tout en face de leur foramen, mais bien au-dessus. Les racines doivent donc descendre de plus en plus verticalement dans le canal rachidien pour rejoindre leur foramen. Sous les vertèbres L1/L2, au-delà du cône terminal de la moelle spinale, dans le cul-de-sac dural, on retrouve donc uniquement des fibres nerveuses qui forment ce qu'on appelle le filum terminal.

## Anatomie comparée

### Nerfs spinaux chez la grenouille
La grenouille possède dix nerfs spinaux dont le nerf brachial (nerf II) qui irrigue la patte antérieure et le nerf sciatique (nerf IX) qui irrigue la patte postérieure.